# Liste von Halbinseln
In dieser Liste sollen nur Halbinseln (inklusive Binnenhalbinseln) gesammelt und nach Kontinenten sortiert werden. Falls bekannt, bitte in Klammern hinter dem Lemma den Staat angeben, zu dem die Halbinsel gehört.

## Afrika
- Cyrenaika (Libyen)
- Freetown Peninsula (Sierra Leone)
- Kap Bon (Tunesien)
- Kap-Halbinsel (Südafrika)
- Peñón de Vélez de la Gomera (Spanien)
- Shark Island (Namibia)
- Somali-Halbinsel/Horn von Afrika (Somalia)

## Amerika

### Nordamerika
- Akadische Halbinsel (Kanada)
- Alaska (Vereinigte Staaten)
- Azuero (Panama)
- Boothia (Kanada)
- Borden-Halbinsel (Kanada)
- Florida (Vereinigte Staaten)
- Foxehalbinsel (Kanada)
- Gaspé (Kanada)
- Hayes Halvø (Grönland)
- Hicacos (Kuba)
- Kenai-Halbinsel (Vereinigte Staaten)
- Labrador (Kanada)
- Melville (Kanada)
- Niederkalifornien (Baja California) (Mexiko)
- Nova-Scotia-Halbinsel (Kanada)
- Obere Halbinsel (Vereinigte Staaten)
- Tiburon (Haiti)
- Ungava-Halbinsel (Kanada)
- Untere Halbinsel (Vereinigte Staaten)
- Yaquina Head (Vereinigte Staaten)
- Yucatán (Mexiko)

### Südamerika
- Brunswick-Halbinsel (Chile)
- Capachica (Peru)
- Copacabana-Halbinsel (Bolivien, Peru)
- Guajira-Halbinsel (Kolumbien, Venezuela)
- Lafonia (Vereinigtes Königreich)
- Paraguaná (Venezuela)
- El Páramo (Argentinien)
- Taitao (Chile)
- Thatcher-Halbinsel (Vereinigtes Königreich)
- Valdés (Argentinien)

## Antarktis(und Subantarktische Gebiete)
- Antarktische Halbinsel
- Laurens-Halbinsel

## Asien
- Abşeron (Aserbaidschan)
- Akamas (Zypern)
- Arabische Halbinsel (Irak, Jemen, Jordanien, Katar, Kuwait, Oman, Saudi-Arabien, Vereinigte Arabische Emirate)
- Gydan-Halbinsel (Russland)
- Hinterindische Halbinsel (Kambodscha, Laos, Malaysia, Myanmar, Thailand, Vietnam)
- Indochinesische Halbinsel (Kambodscha, Laos, Thailand, Vietnam)
- Izu-Halbinsel (Japan)
- Jamal-Halbinsel (Russland)
- Jebal Dhanna (Vereinigte Arabische Emirate)
- Kamtschatka (Russland)
- Katar (Katar)
- Kathiawar (Indien)
- Kii-Halbinsel (Japan)
- Kleinasien (Türkei)
- Korea (Nordkorea, Südkorea)
- Leizhou-Halbinsel (Volksrepublik China)
- Liaodong-Halbinsel (Volksrepublik China)
- Malaiische Halbinsel (Malaysia, Myanmar, Thailand)
- Shandong-Halbinsel (Volksrepublik China)
- Shiretoko-Halbinsel (Japan)
- Sinai (Ägypten)
- Taimyr-Halbinsel (Russland)
- Tschuktschen-Halbinsel (Russland)
- Vogelkop (Indonesien)
- Zamboanga (Philippinen)

## AustralienundOzeanien
- Arnhemland (Australien)
- Aupōuri Peninsula (Neuseeland)
- Banks Peninsula (Neuseeland)
- Coromandel Peninsula (Neuseeland)
- Eyre-Halbinsel (Australien)
- Kaikoura Peninsula (Neuseeland)
- Kap-York-Halbinsel (Australien)
- Karikari Peninsula (Neuseeland)
- Māhia Peninsula (Neuseeland)
- Miramar Peninsula (Neuseeland)
- Northland Peninsula (Neuseeland)
- Otago Peninsula (Neuseeland)
- Tautuku Peninsula (Neuseeland)
- Willaumez-Halbinsel (Papua-Neuguinea)
- Yorke-Halbinsel (Australien)

## Europa
- An Corrán (Irland)
- Angeln (Deutschland)
- An Muirthead (Irland)
- Apenninhalbinsel (Italien, San Marino, Vatikanstadt)
- Ardnamurchan (Vereinigtes Königreich)
- Ards-Halbinsel (Vereinigtes Königreich)
- Asnæs (Dänemark)
- Balkan (Albanien, Bosnien und Herzegowina, Bulgarien, Griechenland, Kosovo, Kroatien, Montenegro, Nordmazedonien, Rumänien, Serbien, Türkei, je nach Definition auch Italien, Moldau, Slowenien, Ukraine, Ungarn)
- Beara-Halbinsel oder Caha-Halbinsel (Irland)
- Black Isle (Vereinigtes Königreich)
- Bodanrück (Deutschland)
- Bretagne (Frankreich)
- Broager Land (Dänemark)
- Butjadingen (Deutschland)
- Chalkidiki (Griechenland)
- Cornwall (Vereinigtes Königreich)
- Cotentin (Frankreich)
- Crozon (Frankreich)
- Dänischer Wohld (Deutschland)
- Deerness (Vereinigtes Königreich)
- Dingle-Halbinsel (Irland)
- Eiderstedt (Deutschland)
- Fennoskandia (Finnland, Norwegen, Russland, Schweden)
- Finkenwerder (Deutschland)
- Fischland-Darß-Zingst (Deutschland)
- Frische Nehrung (Polen, Russland)
- Fuglenes (Norwegen)
- Gallipoli (Türkei)
- Gargano (Italien)
- Gibraltar (Vereinigtes Königreich)
- Gower-Halbinsel (Vereinigtes Königreich)
- Hel (Polen)
- Himmerland (Dänemark)
- Hindsholm (Dänemark)
- Holnis (Deutschland)
- Höri (Deutschland)
- Horne Land (Dänemark)
- Hornsherred (Dänemark)
- Howth Head (Irland)
- Iberische Halbinsel (Andorra, Frankreich, Portugal, Spanien, Vereinigtes Königreich)
- Inishowen (Irland)
- Isle of Portland (Vereinigtes Königreich)
- Istrien (Italien, Kroatien, Slowenien)
- Isuledda (Italien)
- Iveragh-Halbinsel (Irland)
- Jütland (Dänemark)
- Kalabrien (Italien)
- Kanin-Halbinsel (Russland)
- Halbinsel Kertsch (Ukraine)
- Kimbrische Halbinsel (Deutschland, Dänemark)
- Kintyre (Vereinigtes Königreich)
- Klützer Winkel (Deutschland)
- Knudshoved Odde (Dänemark)
- Kola-Halbinsel (Russland)
- Krim (Ukraine)
- Lieper Winkel (Deutschland)
- Lleyn-Halbinsel (Vereinigtes Königreich)
- Mettnau (Deutschland)
- Mizen-Halbinsel (Irland)
- Mols (Dänemark)
- Närkholm (Schweden)
- Onega-Halbinsel (Russland)
- Pelješac (Kroatien)
- Peloponnes (Griechenland)
- Priwall (Deutschland)
- Rhuys (Frankreich)
- Røsnæs (Dänemark)
- Rosneath (Vereinigtes Königreich)
- Rów (Polen)
- Salento (Italien)
- Salling (Dänemark)
- Samland (Russland)
- Schwansen (Deutschland)
- Sinis-Halbinsel (Italien)
- Sjællands Odde (Dänemark)
- Skandinavische Halbinsel (Finnland, Norwegen, Schweden, je nach Definition auch Russland)
- Sleat (Vereinigtes Königreich)
- St. Petersinsel (Schweiz)
- Taman-Halbinsel (Russland)
- The Rhinns of Gallo (Vereinigtes Königreich)
- Ulvshale (Dänemark)
- Varanger (Norwegen)
- Wagrien (Deutschland)
- Walcheren (Niederlande)
- Westerplatte (Polen)
- Wirral (Vereinigtes Königreich)
- Wustrow (Deutschland)
- Ytraberget (Norwegen)